# (1647) Menelaus
(1647) Menelaus – planetoida z grupy trojańczyków z obozu greckiego okrążająca Słońce w ciągu 11 lat i 356 dni w średniej odległości 5,23 au. Została odkryta 23 czerwca 1957 roku w Mount Wilson Observatory na Mount Wilson przez Setha Nicholsona. Nazwa planetoidy pochodzi od Menelaosa, męża Heleny Trojańskiej, jednego z uczestników wojny trojańskiej. Przed nadaniem nazwy planetoida nosiła oznaczenie tymczasowe (1647) 1957 MK.